# Trinidad Ruiz
Trinidad Ruiz Téllez (Badajoz, España, 1 de junio de 1960) es una botánica y profesora española jubilada, que desarrolló sus actividades académicas en la Facultad de Ciencias de la Universidad de Extremadura.

## Biografía
Se doctoró en Farmacia, por la Universidad de Salamanca en febrero de 1986. Ha sido profesora en la Facultad de Farmacia de la Universidad de Salamanca y en la Facultad de Ciencias de la Universidad de Extremadura, como titular ordinaria del Área de Botánica, en el Departamento de Biología Vegetal, Ecología, y Ciencias de la Tierra.
En su trayectoria universitaria, ha ocupado el cargo de Secretaria Académica de la Facultad de Ciencias (1993-1996) y de Adjunta al Vicerrector de Profesorado de la Universidad de Extremadura (1998-1999).
Entre 2008-2011 ha sido Directora General de Educación Superior y Liderazgo de la Junta de Extremadura.
A lo largo de su vida profesional, ha trabajado con diversos equipos en proyectos de investigación y transferencia científico-tecnológica, desarrollando las líneas siguientes:
- Ecología de plantas y comunidades vegetales, y Fitosociología integrada
- Flora mediterránea, distribución de especies, taxonomía y sistemática de plantas vasculares
- Biología de la reproducción, fenología y germinación de semillas
- Plantas aromáticas y medicinales
- Biodiversidad, especies invasoras y acuáticas
- Etnobotánica
- Flora de la amazonía ecuatoriana

Durante su trayectoria académica, ha dirigido multitud de Tesis Doctorales, Tesis de Licenciatura, así como Cursos de posgrado y doctorado, participando en proyectos de investigación de ámbito autonómico, nacional e internacional. Ha formado parte de varios procesos de patentes. Además, ha desempeñado diversas responsabilidades tanto en el gobierno universitario, como en la Administración autonómica Extremeña.
Perito Mercantil por la Universidad de Extremadura, desde 1983, ha tenido una oficina de farmacia en Oliva de la Frontera, Badajoz (2000-2008). Desde el año 1997 hasta febrero de 2023, en que se jubiló, ha sido  Profesora Titular en la Universidad de Extremadura.

## Docencia y proyectos de innovación docente
Desde 1982, ha llevado a cabo una intensa labor docente, tanto en la Facultad de Farmacia de Salamanca, como en la Facultad de Ciencias de la UEx, en Badajoz, impartiendo las materias de Botánica General, Biología Vegetal Botánica Aplicada, Micología aplicada, Botánica Farmacéutica, Geobotánica, Criptogamia, Fanerogamia e Introducción a la Experimentación en Botánica.
También ha desarrollado esta tarea en Cursos de Postgrado y Doctorado sobre Desarrollo Rural y Desarrollo Local Sostenible, Etnobotánica, Fitosociología, Micología, Fitofarmacia, Fitoquímica, Botánica Forestal y Germinación de plantas.
Ha liderado Acciones de Adaptación al Espacio Europeo de Educación Superior entre los años 2004 y 2007. Es autora del Proyecto de Aprendizaje Basado en Problemas A-precio su valor (2008) y ha promovido el club de debate Universitario 2012 del Vicerrectorado de Estudiantes de la Universidad de Extremadura el Convenio Internacional de Intercambio de Estudiantes de la Universidad de Extremadura  (Uex) con la Universidad Estatal Amazónica (UEA) de Ecuador
En el campo de la Innovación Docente, ha dirigido proyectos novedosos en el ámbito didáctico, tales como: Estar en Babia (1997); Fitoexpositor del ICE (1998); ¿Subimos a Nuria? (1999); La Universidad en Las Hurdes, Las Hurdes en la Universidad (2000); C+C, Créditos + Calidad (2001) y Los Viernes Geobotánicos (2003). Entre 2013 y 2023 ha sido miembro del Grupo de Innovación Didáctica “Ética del Profesorado Universitario” de la Universidad de Extremadura, con especial interés por  Innovación Docente en el marco de los ODS (Objetivos de Desarrollo Sostenible de la Agenda 2030)
Ha dirigido las siguientes Tesis Doctorales:
- “Biología reproductiva de una masa de alcornoque (Quercus suber L.) en el sur de Badajoz (España)” de la alumna Soledad Ramos Maqueda (Ramos, 2003).

- “Contribución al conocimiento de los recursos fitogenéticos en Extremadura: el caso de los tomillos” del alumno José Blanco salas (Blanco, 2005).

- “Reproducción sexual del Jacinto de Agua (Eichhornia crassipes): germinación, anatomía y banco de semillas” de la alumna Eva Albano Pérez (Albano-Pérez, 2012).

- “Estudio Etnobotánico en Comunidades Kichwas Amazónicas de Pastaza, Ecuador” de la alumna Carmen Ximena Luzuriaga-Quichimbo (Luzuriaga-Quichimbo, 2017).

Entre 2015 y 2023 ha ejecutado proyectos de Aprendizaje por Servicio y Cooperación Universitaria al Desarrollo de estudiantes de Biotecnología y Ciencias Ambientales de la Uex con estudiantes de grado y posgrado de la UEA en la Amazonía Ecuatoriana y Extremadura.

## Honores

### Membresías
- Panel de expertos de la Europaean and Mediterranean Plant Protection Organization- EPPO
- Organization for the Phyto-taxonomic Investigation of the Mediterraenan Area- OPTIMA
- Société Botanique de France
- Federation Internationale de Phytosociologie -FIP
- Sociedad Micológica Extremeña.
- Sociedad Española de Fitoterapia - SEFIT

## Responsabilidades de gestión
En su trayectoria universitaria, ha ocupado el cargo de Secretaria Académica de la Facultad de Ciencias (1993-1996) y de Adjunta al Vicerrector de Profesorado de la Universidad de Extremadura (1998-1999).
Entre 2008-2011 ha sido directora general de Educación Superior y Liderazgo de la Junta de Extremadura.
- La abreviatura «Trin.Ruiz» se emplea para indicar a Trinidad Ruiz como autoridad en la descripción y clasificación científica de los vegetales.[3]

## Perfiles científicos
Puede consultarse la labor investigadora de Trinidad Ruiz Téllez en los siguientes portales científicos:
- Google Scholar
- Research Gate
- ORCID ID: 0000-0001-8829-1559